# Bourdon fébrile
Bombus impatiens
Espèce
Statut de conservation UICN

 LC  : Préoccupation mineure
Le Bourdon fébrile (Bombus impatiens) est une espèce d'insectes hyménoptères de la famille des Apidae vivant en Amérique du Nord. Il recrée de nouvelles colonies tous les ans, habituellement sous terre.
Bombus impatiens comptait parmi les cinq candidats au titre d'insecte emblème du Québec en 1998. Il était en compétition avec l'Amiral, la Coccinelle maculée, la Demoiselle bistrée et la Cicindèle à six points.
Il se distingue par son abdomen presque complètement noir. Il aurait une attirance particulière pour les fleurs de bleuets.

## Taxonomie et phylogénie
Le bourdon fébrile a été nommé par l'entomologiste américain Ezra Townsend Cresson (d), spécialiste des hyménoptères, en 1863.
Le genre Bombus, également connu sous le nom de bourdon, appartient à la tribu des Bombini. Quant au spécifique, il proviendrait du genre Impatiens, plante qu'il visiterait souvent. 
En incluant le bourdon fébrile, le genre Bombus contient 250 espèces et la plupart des espèces sont caractérisées par leur eusocialité ou leur nature parasitaire. Plus précisément, le genre Bombus compte 49 sous-genres, B. impatiens appartenant au sous-genre Pyrobombus.

## Description et identification

### Reines, ouvrières et mâles
Les bourdons de B. impatiens sont semblables à ceux de B. bimaculatus, B. perplexus, B. vagans, B. sandersoni, et B. separatus dans leur apparence,. Ils ont des poils courts et réguliers, une tête de taille moyenne avec des joues d'une largeur similaire à celle de la tête, et un corps long et rectangulaire. En général, les reines et les ouvrières se ressemblent par leur coloration, leur pubescence et leur structure. Cependant, avec une longueur de corps de 17 à 23 mm, les reines ont un corps plus grand que celui des mâles ou des ouvrières. Les ouvrières ont un corps de 8,5 à 16 mm et les mâles de 12 à 18 mm,. Les différences de taille peuvent être observées par les différences de poids des larves au deuxième stade. Outre la différence de taille, les mâles se distinguent légèrement par leur coloration. Alors que les reines et les ouvrières sont toutes deux noires avec un thorax et un premier segment abdominal jaunes, les mâles ont la face et la tête jaunes.

## Nid
Les bourdons fébriles ont des nids souterrains qui se trouvent à 30 à 90 cm sous la surface du sol. Ils accèdent à leur nid par des tunnels de allant de 45 cm à 2,7 m de long. Contrairement aux nids des abeilles domestiques ou des guêpes à papier, les nids de bourdon fébrile n'ont pas de schéma prévisible. Les abeilles pondent des amas d'œufs partout à l'intérieur du nid au lieu d'avoir une zone de couvain autour de laquelle le centre de distribution des ouvrières est disposé.
Au sein du nid, il existe une division du travail et une organisation sociale particulières. 11-13% des ouvrières maintiennent de petites zones de fidélité spatiale à l'intérieur du nid, et tous les ouvrières restent à une distance spécifique du centre de la colonie. Les individus de petite taille conservent des zones spatiales plus petites et ont tendance à être plus proches du centre du nid. Les individus qui nourrissent les larves à l'intérieur du nid se trouvent au centre du nid, tandis que les butineuses se trouvent souvent à la périphérie du nid lorsqu'ils ne butinent pas.

## Distribution et habitat
D'une manière générale, on les trouve dans la région des forêts tempérées de l'est des États-Unis, du sud du Canada et de l'est des Grandes Plaines. En outre, l'augmentation de leur utilisation commerciale par l'industrie des serres a entraîné la propagation de l'espèce en dehors de son ancienne aire de répartition. Le bourdon fébrile s'adapte bien à une variété d'habitats, de sources de nectar et de climats et butine une variété et une abondance de plantes. En plus des conditions agricoles, humides et urbaines, l'espèce peut prospérer dans les habitats boisés et est probablement liée aux éphémères printanières des bois. Elle niche sous terre dans les champs ouverts et les bois.
Les reines en dormance ont la capacité exceptionnelle de survivre sous l'eau pendant sept jours.